# Castelo de Torrestrella
O Castelo de Torrestrella localiza-se no município de Medina-Sidonia, província de Cádiz, na comunidade autónoma de Andaluzia, na Espanha.

## História
O castelo remonta ao século XIII, erguido à época muçulmana em estilo mudéjar.
O nome "Torrestrella" deve-se ao brasão de armas da Ordem Militar de Santa Maria, a cujos domínios pertenceu, e que também se encontra representada no brasão de armas de Medina-Sidonia.
Actualmente encontra-se nas terras da fazenda de "Los Alburejos", dedicada à pecuária extensiva, de propriedade de Álvaro Domecq.

## Características
Erguido sobre uma base rochosa, apresenta planta alargada, com uma praça de armas, dominada pela torre de menagem, recoberta por abóbadas em seu interior, e na qual se destaca uma interessante janela em arco de ferradura, decorada com lóbulos.